# Google账号
Google帳戶或谷歌账号是由Google为其系列产品（如Blogger、YouTube、Orkut等）提供的使用者帳戶。Google帳戶的用戶名由一个电子邮件地址表示，用户可以通过注册Gmail来得到一个Google帳戶，也可以使用已有的电子邮件申请。在注册了Google帳戶之后，用户可以在账户中添加其它的Google系列产品。与Google帳戶绑定的每一个程序都有自己的设置，但账户的设置是独立存储的。
2021年6月1日起，若用戶24個月未使用Google帳戶，並且免費15GB儲存空間用量已超過上限，自2023年6月1日起，Google會強制刪除賬戶內所有資料。

## 用途
Gmail、Google Hangouts、Google Meet和Blogger都需要Google账号。某些Google产品不需要账号，包括Google搜索、YouTube、Google图书、Google财经和Google地图。但是，上传视频到YouTube和在Google地图中进行编辑需要账号。
YouTube和Blogger为在Google收购之前注册服务的的用户保留单独的账号。但是，自2011年4月起，如果YouTube用户希望继续登录该服务，则需要链接到单独的Google账号。
Google账号用户可以创建可公开访问的Google个人资料，以配置他们在Google产品上向其他Google用户展示的内容。Google个人资料可以链接到用户在各种社交网络和图像托管网站上的个人资料，以及用户博客。
第三方服务提供商可以通过Google账号机制为Google账号持有者实施服务身份验证。

## 安全
创建Google账号时，系统会要求用户提供一个恢复电子邮件地址，以便他们在忘记密码或账号被盗时可以重置密码。在某些国家/地区（例如美国、英国和印度），Google可能还要求在创建新账号时一次性使用移动电话电话号码，以便通过短信或语音消息发送账号验证码。
为了增强防范黑客攻击的安全性，Google还提供两步验证选项，该选项要求用户每次登录其Google账号时都输入验证码。验证码由应用程序（“Google身份验证器”或其他类似应用程序）生成，或由Google作为短信、语音消息或发送到另一个账号的电子邮件接收。 可信设备可以被“标记”为跳过两步登录身份验证。启用此功能后，无法提供验证码的软件（例如IMAP和POP3客户端）必须使用Google生成的唯一16位字母数字密码取代用户的普通密码。
寻求更高安全防护级别的用户（包括其账号可能成为黑客攻击目标的用户，例如名人、政治家、记者、政治活动家和富人）可以选择加入Google高级保护计划。该计划要求用户购买两个U2F USB密钥，这并非用于数据存储，而是身份验证。U2F密钥用于在登录期间提供两步验证。其中一个是出于备份目的，以防另一个丢失。高级保护计划还有其他安全措施来保护账号，例如限制用户可以授予其账号访问权限的应用程序，以及由于忘记密码而恢复账号访问权限时进行更深入的身份验证过程。
2012年6月5日，谷歌推出了一项新安全功能，用于保护用户免受政权支持的攻击。当Google分析指出某个政府试图入侵账号时，会显示一条通知：“警告：我们认为受政府支持的攻击者可能正试图入侵您的账户或计算机”。

## 活动记录
2016年推出的名为“我的活动”的工具（取代了Google搜索记录和Google网页历史记录）使用户能够查看和删除通过Google账号记录的数据。该工具会显示使用Chrome浏览器登录时访问过的网站、使用的设备、使用的应用程序、交互过的Google产品等。所有信息都以时间轴的方式排列。用户可以选择完全禁用记录，或删除他们不想被记录的某些活动。

## 账号封锁
Google可能会出于各种原因封锁账号，例如“异常活动”或输入的年龄“不足以”拥有Google账号。被禁用的账号可以使用Web表单重新激活，通过有效的照片ID或0.30美元的信用卡付款提供身份证明。其他方法（例如发送传真或上传某些要求的文件）可能需要人工干预，并且可能需要“几天或几周”的时间才能完成。

## 账号删除
2023年5月17日Google宣布，从2023年12月开始，他们可能会删除至少两年未被使用或登录的非活动账号。在许多人担心YouTube的旧音乐档案以及账号很受欢迎的已故用户的账号可能会丢失后，谷歌向《滚石》杂志澄清，拥有YouTube内容的非活动账号不会被删除。